# Pompejev steber
Pompejev steber (arabsko عمود السواري) je rimski triumfni steber v Aleksandriji, v Egiptu, največji v svojem slogu, zgrajen zunaj cesarskih prestolnic Rim in Bizanc . Stoji v Serapeumu v Aleksandriji. Pompejev steber je edini znani prostostoječ steber v rimskem Egiptu, ki ni bil sestavljen iz posameznih delov, je eden največjih starih monolitov in eden največjih monolitnih stebrov, ki so jih kadarkoli postavili.
Stoji v južnem delu mesta, med jezerom Mariut in Sredozemskim morjem, v bližini katakomb in arabskega pokopališča - območje, ki je zdaj znano kot Amoud El-Sawary ("jahačev steber"), ker naj bi steber imel konjeniški kip. Pompejev steber se dviguje na ostankih antičnega zidu, hriba, prekritega z arhitekturnimi fragmenti in ruševinami, nad ruševinami slavnega Serapeuma.
Ime je dobil po Gneju Pompeju Magnusu (106–48 pr. n. št.), nad čigar grobom naj bi bil postavljen; po Apijanu in Kasiju Dionu naj bi Cezar pokopal odsekano glavo svojega sovražnika v Aleksandriji. Po Plutarhu so pepel glave poslali Korneliji Metela, ki ga je lahko namestila v ager Albanus. Usoda, da je našel zadnji počitek v danes neznanem grobu v Aleksandriji, Pompej Veliki deli z drugim velikanom v zgodovini sveta, s tistim, ki mu je bil Pompej podoben in s katerim se je želel primerjati v življenju: z Aleksandrom Velikim.

## Konstrukcija
Monolitni steber je visok 20,46 m in ima premer 2,71 m pri bazi. Teža posameznega kosa rdečega asuanskega granita je ocenjena na 285 ton. Steber je visok 26,85 m, vključno z bazo in kapitelom. Nekateri viri podajajo nekoliko odstopajoče dimenzije. 
Vendar pa ni bil zgrajen v čast Pompeju, ampak ga je v letu 297/8 postavil egiptovski guverner [Aeliusa] Publij, v čast cesarja Dioklecijana, po zmagi leta 296 nad aleksandrijskim uporom. Ni jasno ali je Pompejev steber prvotno nosil Dioklecijanov kip. Tako imenovani Nilski mozaik iz Palestrine iz 5. stoletja, ki so ga odkrili v izraelskem mestu Seforis, prikazuje prizor iz Egipta z več stavbami, vključno s stebrom s kipom na vrhu.

## Anekdote
Muslimanski popotnik Ibn Battuta je leta 1326 obiskal Aleksandrijo. Opisuje steber in pripoveduje zgodbo o tekmovalcu, ki je ustrelil puščico povezano z vrvico, nad steber. To mu je omogočilo, da je povlekel puščico, ki je bila povezana z vrvjo in jo pritrdil na drugi strani, da bi se povzpel na vrh stebra. 
V začetku leta 1803 je britanski poveljnik John Shortland iz HMS Pandour letel z zmajem nad Pompejevim stebrom. To mu je omogočilo, da je vrgel vrvi, nato pa vrvno lestev. 2. februarja sta se on in John White, Pandourjev oficir, povzpela na vrh. Ko sta prišla na vrh, sta pokazala Union Jack, nazdravila kralju Juriju III. in ponovila tri vzklike. Štiri dni kasneje so se spet povzpeli na steber, postavili drog, utrdili vremenske lopatice, pojedli goveji zrezek in ponovno počastili kralja. 